# Conservation in situ
 (octobre 2023).
Si vous disposez d'ouvrages ou d'articles de référence ou si vous connaissez des sites web de qualité traitant du thème abordé ici, merci de compléter l'article en donnant les références utiles à sa vérifiabilité et en les liant à la section « Notes et références ».
La conservation in situ est définie à l'article 2 de la Convention sur la diversité biologique comme « le maintien et la 
reconstitution des populations d’espèces 
dans leur milieu naturel (ou dans le milieu où se sont développés 
leurs caractères distinctifs dans le cas des espèces 
domestiques) et la conservation des écosystèmes et des habitats naturels ». La conservation in situ est une technique de conservation de la faune et de la flore sauvages qui intervient sur le terrain dans le milieu naturel, c’est-à-dire qu’elle protège les espèces animales ou végétales en voie d’extinction dans leur milieu naturel.
Elle est considérée comme essentielle pour protéger l'environnement et en particulier la diversité génétique et elle est soulignée sans 
ambiguïté par le préambule de la Convention sur la diversité biologique qui rappelle que « la conservation de la diversité biologique exige essentiellement la conservation in situ des écosystèmes et des habitats naturels ainsi que le maintien et la reconstitution de populations (*) viables d’espèces dans leur milieu naturel ».
La conservation in situ se fait soit par protection ou assainissement de l'habitat lui-même, soit en défendant les espèces des prédateurs.
L'avantage de la conservation in situ est qu'elle maintient la restauration des populations dans le milieu même où se sont développés leurs caractères distinctifs.
Les lieux de conservation des espèces animales ou végétales sont alors situés dans la nature (réserves naturelles, parcs naturels régionaux, parcs nationaux ou transnationaux, etc.).
Elle se met en place au travers d'un réseau d'aires protégées interconnectées par un réseau cohérent de [[Corridor 
biologique|corridors biologiques]] fonctionnels (trame verte et bleue). Sur le plan international, la création d'un réseau mondial 
d'aires protégées terrestres et d'aires marines protégées se fait sous l'égide de l'ONU (PNUE) et de réseaux supranationaux (réseau écologique paneuropéen par exemple), nationaux et régionaux (notamment via les schémas régionaux de cohérence écologique (SRCE) et la Stratégie nationale de création d'aires protégées (SCAP) en France).

La conservation de la nature est principalement fondée sur la conservation in situ. Il s'agit de la protection des habitats fauniques et floristiques. Aussi, les réserves sont maintenues suffisamment grandes pour permettre aux espèces visées d'exister en grand nombre. La taille de la population doit être suffisante pour permettre une diversité génétique nécessaire à la survie de cette population, de sorte qu'elle a de bonnes chances de continuer à s'adapter et à évoluer avec le temps. Cette taille des réserves peut être calculée, pour les espèces visées, par l'examen de la densité de la population dans des situations naturelles. Les réserves doivent être protégées de toute intrusion, ou de la destruction par l'homme, et contre d'autres catastrophes.
En dernier recours, la conservation ex situ peut être utilisée sur tout ou partie de la population concernée, lorsque la conservation in situ est trop difficile, voire impossible.
Les parcs naturels sont sujets à de graves problèmes de braconnage, notamment en Afrique où des animaux de valeur sont attaqués (éléphant, panthère…).